# Emma Stebbins
Emma Stebbins (1. září 1815 New York – 25. října 1882 New York) byla americká sochařka a první žena, která získala veřejnou zakázku od města New York. Vstoupila ve známost svým dílem Anděl vod (Angel of the Waters, 1873), které je centrální sochou na fontáně Bethesda v Central Parku.

## Životopis
Narodila se 1. září 1815 v New Yorku jako jedno z devíti dětí bohatého bankéře Johna L. Stebbinse a jeho ženy Mary Largin. Její rodina podporovala její zájem o umění.

### Život v Římě

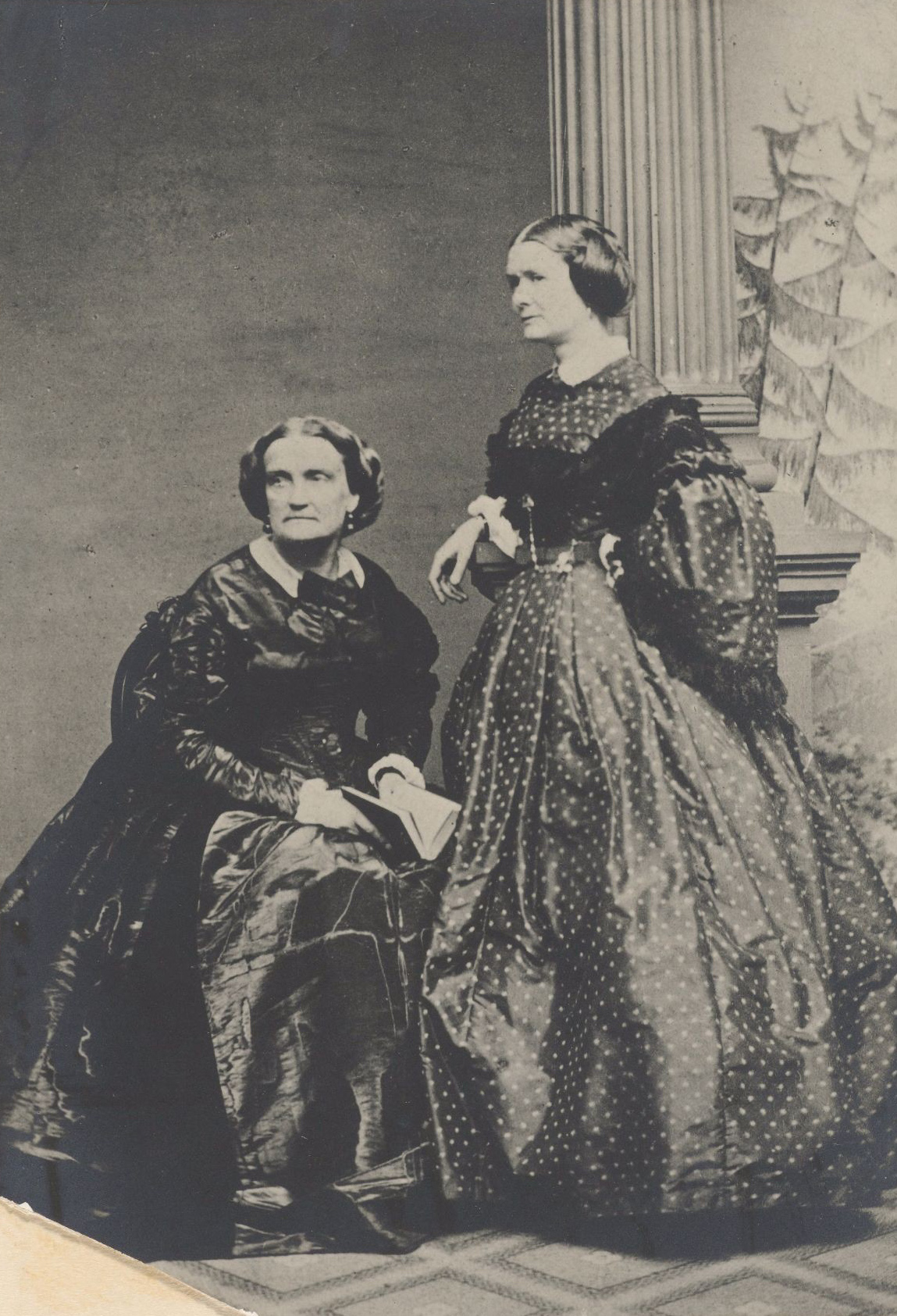
Charlotte Cushman (sedící) a Emma Stebbins, před rokem 1876

V roce 1956 ji bratr Henry G. Stebbins povzbudil, aby odjela do Říma a rozvíjela svůj zájem o sochařství. V květnu téhož roku Emma, její sestra Caroline a jejich matka odcestovaly do Říma, kde se obě sestry usadily. Caroline se v roce 1858 provdala za amerického malíře Johna Rollina Tiltona. Emmu uvítala americká sochařka Harriet Hosmer do místního společenství emigrantů a představila ji některým z jejích budoucích učitelů včetně Johna Gibonse a Paula Akerse.
Jednou z vůdčích žen z řad zdejších emigrantů byla americká herečeka Charlotte Cushman. Charlotte si po setkání s Emmou, velmi oblíbila její tvorbu a získala si její náklonnost. Z žen se rychle staly partnerky a do roka si neoficiálně vyměnily manželské sliby, čímž považovaly svůj vztah za manželství. Stejně jako jiným, Charlottě i Emmě svým vlivem zajišťovala zakázky. Jejich románek narušil vztah s Harriet Hosmer, která byla dřívější osobou Charlottiny náklonnosti a vlivu.
V září 1857 se obě ženy vrátily do Spojených států, aby získaly zpět Charlottiny úspory, které zpronevěřil její obchodní manažer. Během Charlottina hereckého turné, Emma pobývala se svou rodinou v New Yorku. Dne 6. července Charlotte odehrála své poslední vystoupení a spolu s Emmou odpluly do Anglie. Než se v listopadu 1858 vrátily do Říma, podnikly společně cestu po Evropě.

### Poslední roky
Emma Stebbins s Charlotte Cushman společně prožily 12 let, než se vrátily Spojených států poté, co by byla Charlotte diagnostikována rakovina prsu. Emma přestala pracovat, aby se o Charlotte mohla starat, až do Charlottiny smrti v roce 1876.
Své poslední roky Emma strávila psaním Charlottiny biografie Charlotte Cushman: Her Letters and Memories of Her Life (v překladu: Charlotte Cushman: Její dopisy a vzpomínky ze života). Zemřela 25. října 1882 na onemocnení plic. Byla pohřbena na hřbitově Green-Wood v Brooklynu.

## Dílo
Emma Stebbins se řadí mezi neoklasické sochařky. Vytvořila okolo dvou desítek malých mramorových soch a dvě veřejná díla z bronzu. Na rozdíl od většiny svých vrstevníků, ráda vytvářela menší díla a všechny sochařské práce si dělala sama.
V roce 1842 byla některá z jejích děl vystavena v Národní akademii designu (National Academy of Design) v New Yorku. Byla také nominována, aby se stala kmenovou členkou této společnosti, která byla otevřena amatérům. Její zvolení však bylo pro blíže nespecifikované porušení protokolu anulováno. Její jméno nebylo nikdy znovu předloženo.
V roce 1847 předložila olejové kopie k vystavení na Pensylvánské akademii výtvarných umění.
V době, kdy žila v Římě, dokončila řadu soch, mimo jiné Požírače lotosu (1857–1860), který vznikl na objednávku britského sochaře Johna Gibsona, a Průmysl (1859) a Obchod (1859), které si objednal Charles Heckscher. Sochy Průmysl a Obchod byly v roce 1860 vystaveny v galerii Goupil & Cie v New Yorku.
V roce 1860 Stebbinsová dokončila také bustu Charlotte Cushman, své celoživotního partnerky. Později byla tato busta vyhledávanou pro výrobu replik.
V 60. letech 19. století Stebbins dokončila díla Smlouva Henryho Hudsona s Indiány (1860), Sandalfon (1861), Satan (1862) a Kryštof Kolumbus (1867). Kryštof Kolumbus byl jediným mramorovým dílem v životní velikosti, které vytvořila.
Horace Mann (1865)

Koncem roku 1861 byla Stebbins pověřena dokončením bronzové sochy Horace Manna. Dílo mělo být vztyčeno před Státním domem v Bostonu. Charlotte Cushman, bostonská rodačka, měla na projektu zvláštní zájem a předpokládá se, že využila svých známostí, aby pro Emmu Stebbins zakázku získala.
Anděl vod (1873)

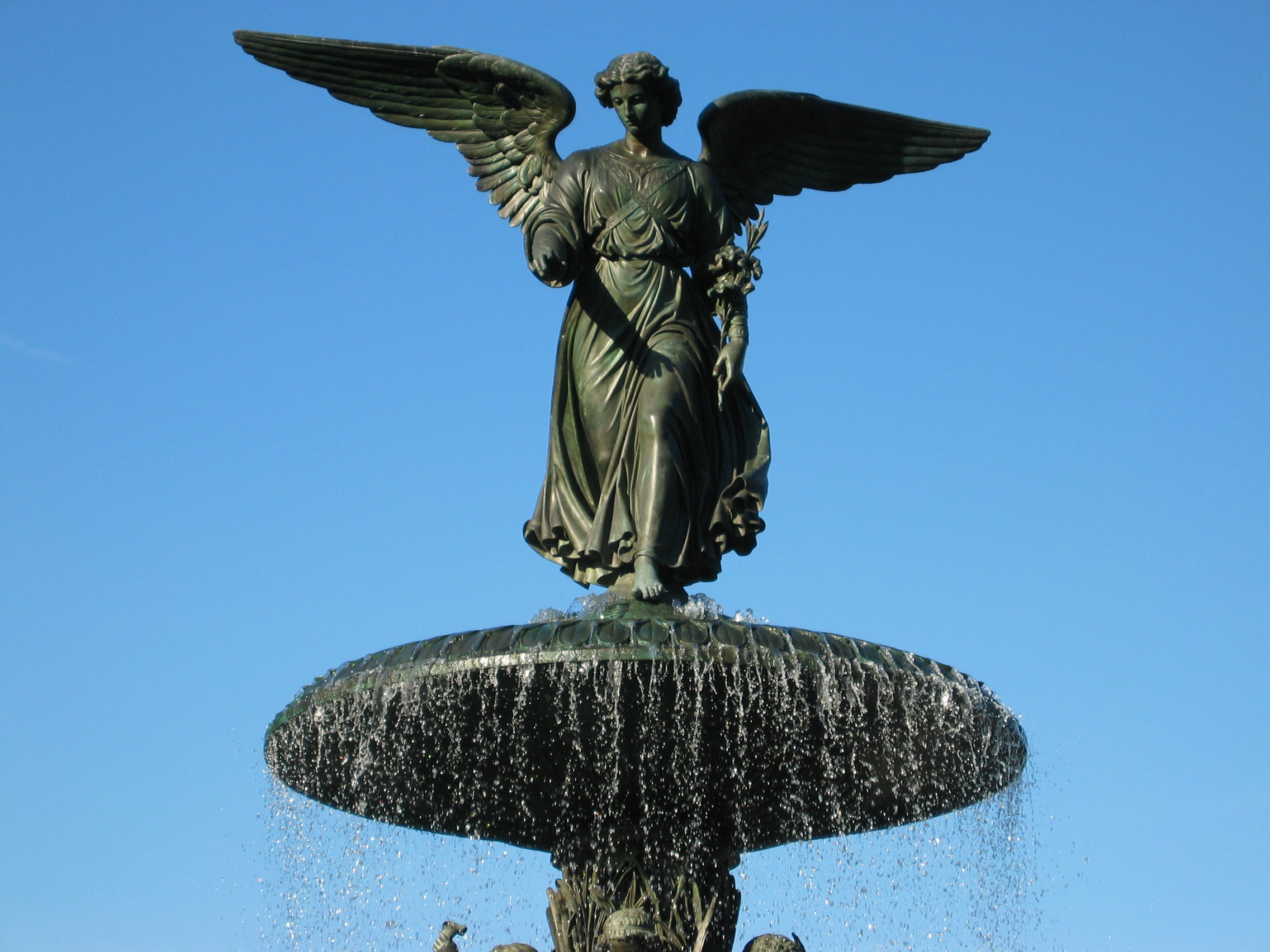
Socha Anděl vod na fontáně Bethesda v Central Parku

Stebbins se nejvíce proslavila sochou Anděl vod, která stojí na vrcholu fontány Bethesda v Central Parku. Kolem projektu se šířily zvěsti o nepotismu, protože bratr Stebbins byl předsedou Výboru pro sochy, fontány a architektonické struktury Central Parku. Mnozí se domnívají, že na výbor tlačil, aby zakázku zadal jeho sestře.

## Odkaz
Většina informací o Emmě Stebbins pochází od její sestry Mary Stebbins Garland. Po smrti své sestry Mary Garland zdokumentovala její dílo ve výstřižkovém sešitě a napsala nepublikovaný životopis Notes on the Art Life of Emma Stebbins (v překladu: Poznámky o uměleckém životě Emmy Stebbins). Sešit obsahoval několik fotografií díla Emmy Stebbins v chronologickém pořadí a také její fotografie spolu s lidmi, kteří ji podporovali, jako byla Charlotte Cushman a bratr Henry.
Anděl vod se objevil v mnoha filmech odehrávajících se v New Yorku, například ve snímcích Andělé v Americe, Sám doma 2, Vánoční skřítek nebo Kouzelná romance.
V červnu 2019 napsal deník The New York Times v rámci své série Overlooked nekrolog Emmy Stebbins, který byl přidán jako nekrolog člena LGBTQ komunity.

## Galerie

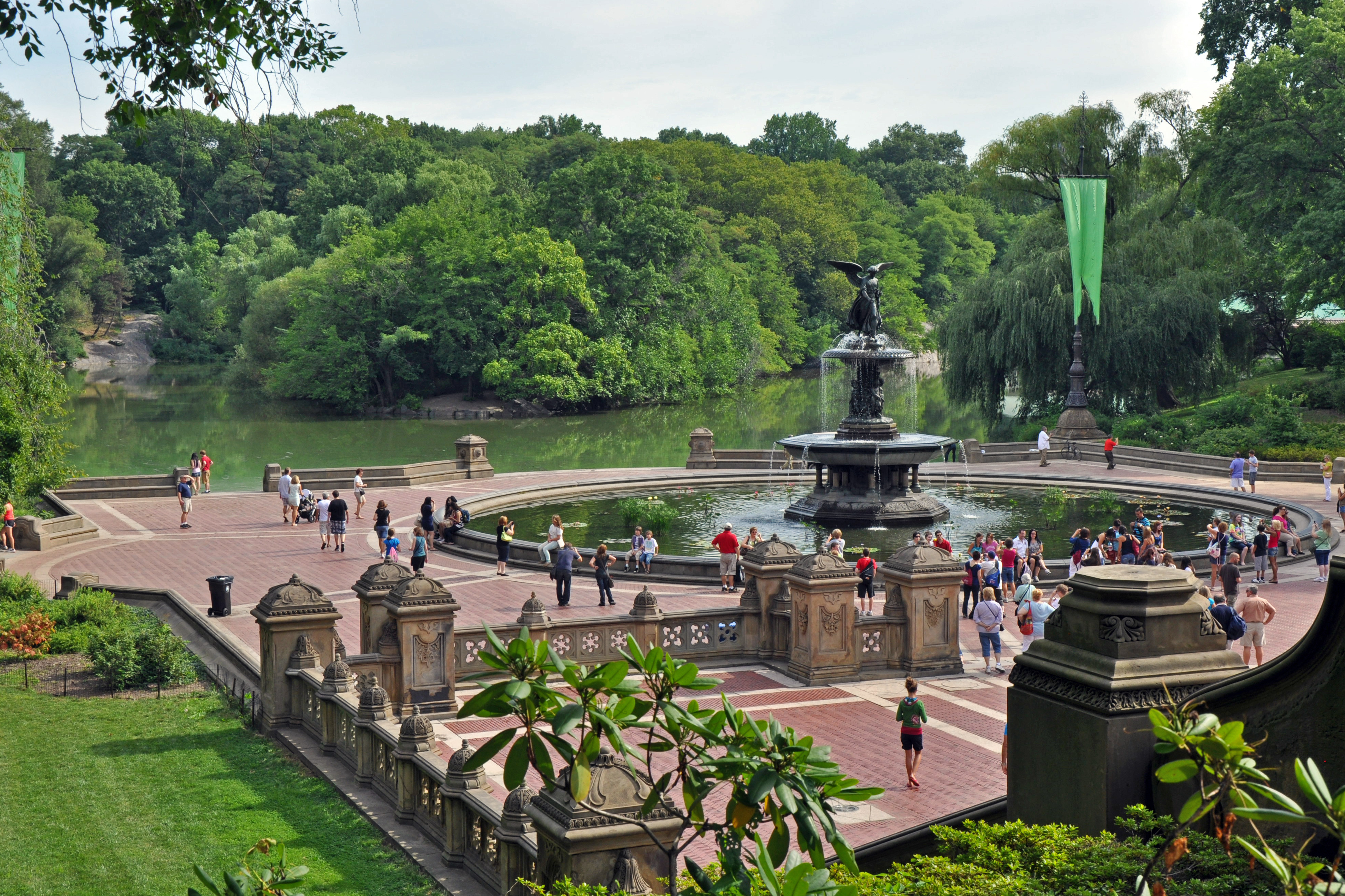
Socha Anděl vod na fontáně Bethesda v Cenral Parku
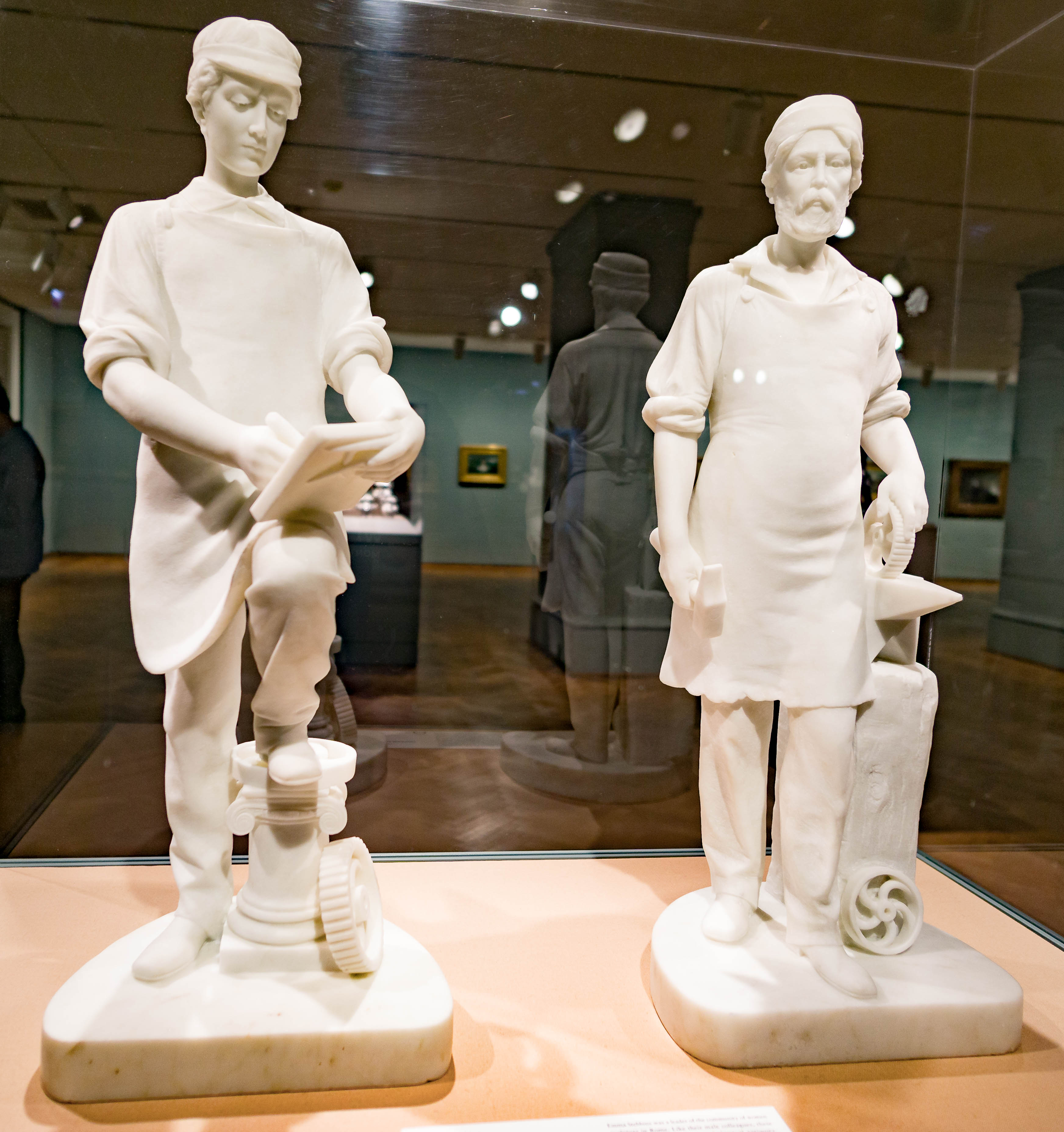
Sochy Průmysl (1859) a Obchod (1859)
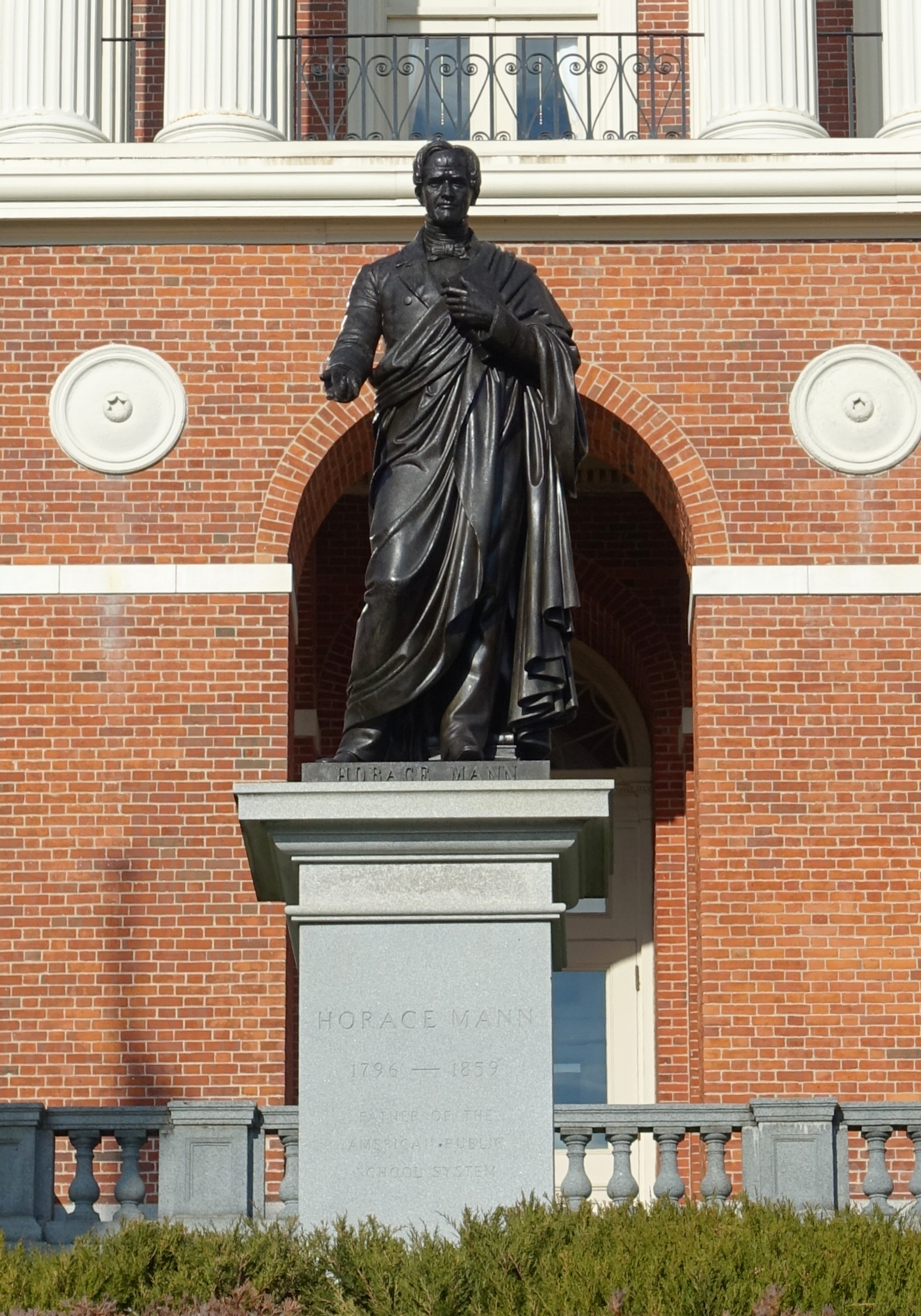
Horace Mann (1865)
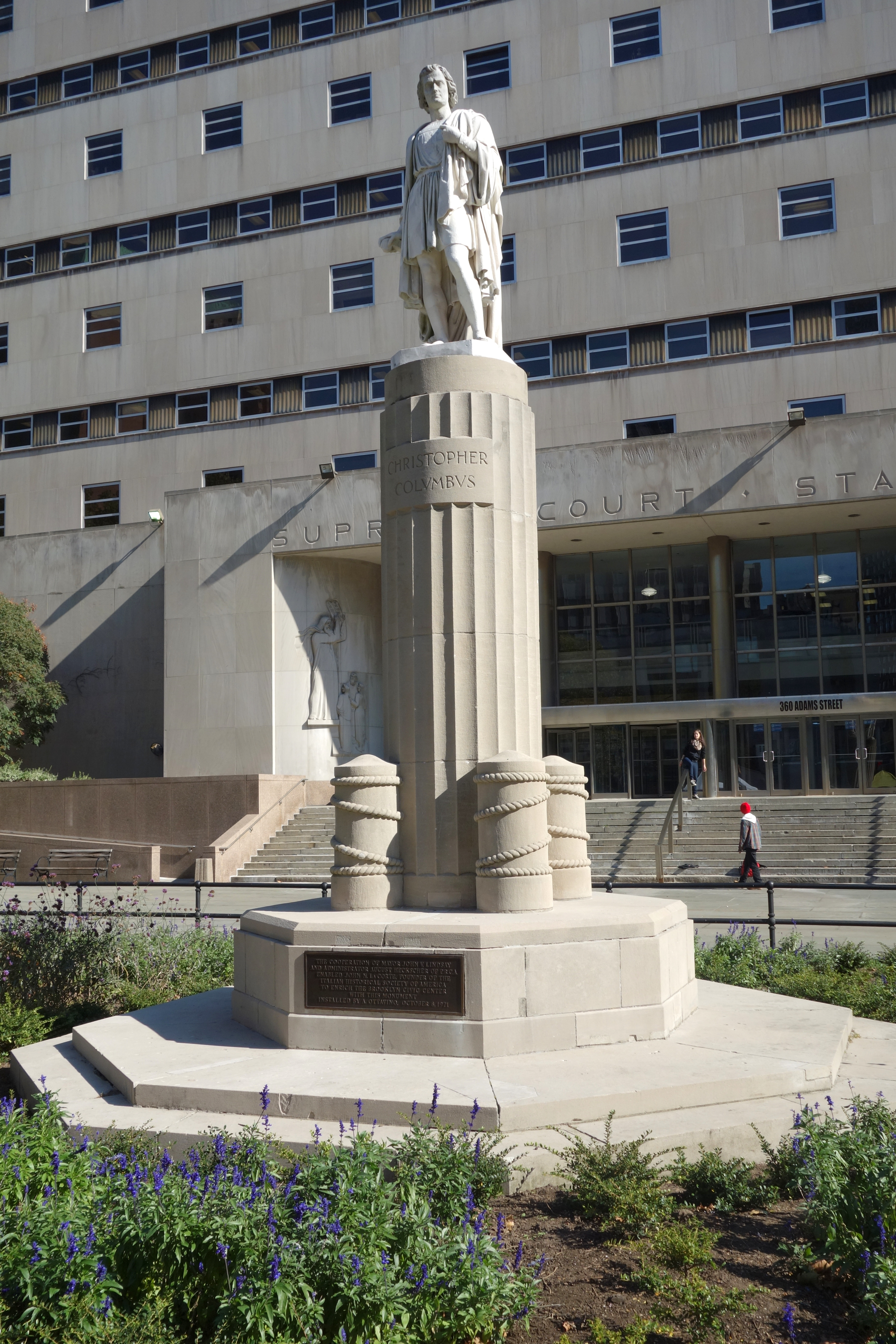
Kryštof Kolumbus (1867)
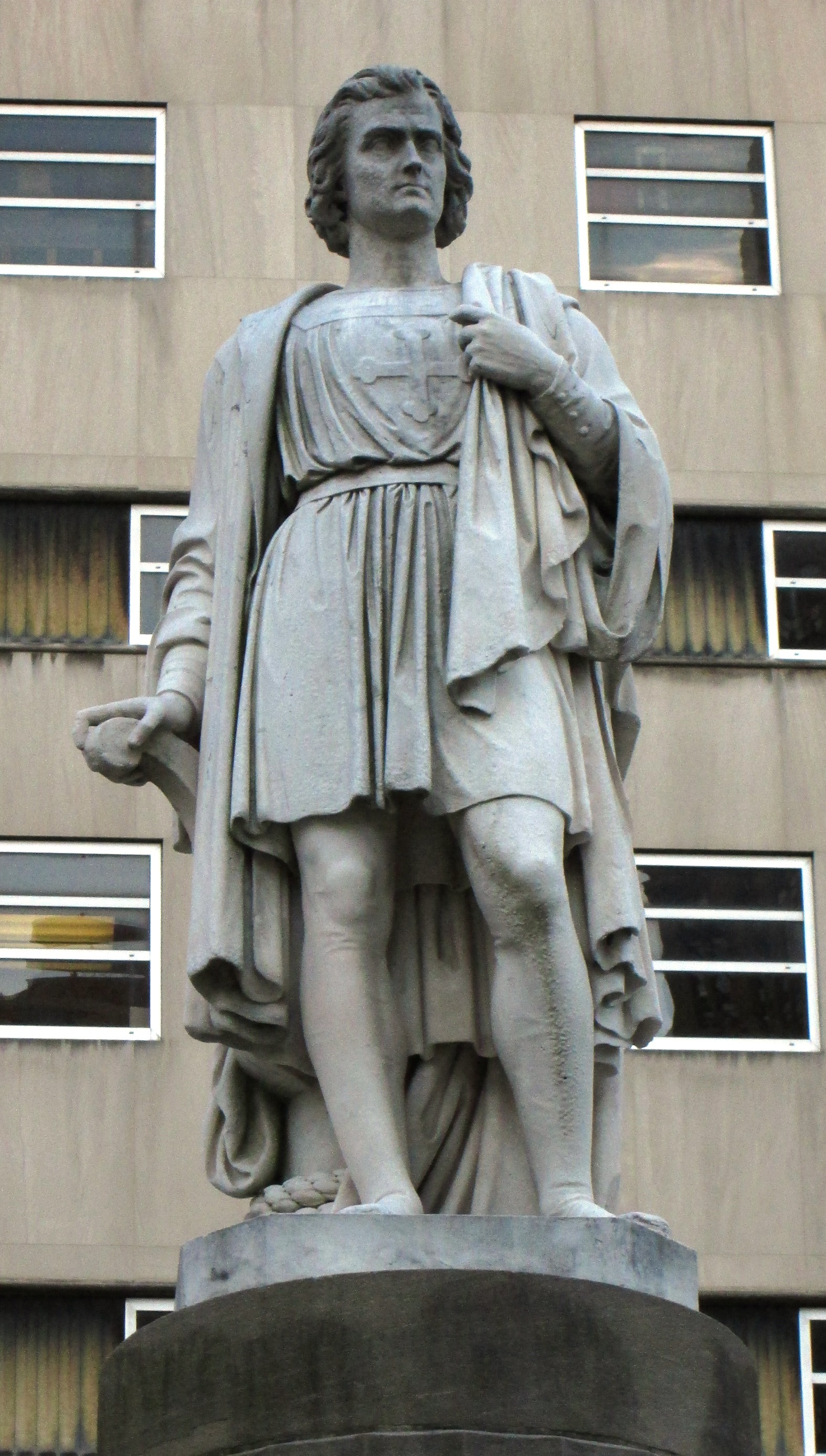
Kryštof Kolumbus (1867)